# ツォーベル級魚雷艇
ツォーベル級魚雷艇（ドイツ語: Zobel-Klasse）とは、西ドイツ海軍が建造・採用した魚雷艇である。142型魚雷艇（Klasse-142）とも表記される。

## 概要
ツォーベル級魚雷艇はヤグアル級/ゼーアドラー級魚雷艇の強化改良型として設計された。NBC汚染環境下での作戦行動を可能とするためにブリッジと40mm機関砲の砲塔を密閉化したうえで空気清浄フィルターを装着したほか、レーダーなどの電子装備も強化されている。
兵装は4基の533mm魚雷発射管であるが、従来のヤグアル級/ゼーアドラーと異なり艇体内部には3発の予備魚雷を搭載可能となっている。搭載する魚雷はイギリス製のMk 8無誘導魚雷である。
ツォーベル級魚雷艇は、10隻とも第7高速艇戦隊（7. Schnellbootgeschwader : 1961年4月1日編成）に配備された。このツォーベル級以降西ドイツ海軍では魚雷艇の新規配備は行われなくなり、1970年代から同海軍ではティーガー級及びアルバトロス級ミサイル艇の配備が始まり、魚雷艇からミサイル艇への転換が急速に進められてゆく。
1980年代にはツォーベル級も新型のゲパルト級ミサイル艇へ更新され、1984年までには10隻全てが西ドイツ海軍から退役した。
退役後のツォーベル級魚雷艇は7隻がトルコ海軍に譲渡されたが、再就役することなく全て解体された。ただし、ツォーベル級の艇体をベースに魚雷発射管を2基降ろしてペンギン対艦ミサイルの4連装ランチャー2基を搭載したカルタル級ミサイル艇（Kartal class）が8隻建造され、その全てがトルコ海軍に引き渡されている

## 同型艇
| 艦番号      | 艦名                         | 造船所       | 就役           | 退役           | 備考                     |
| ----------- | ---------------------------- | ------------ | -------------- | -------------- | ------------------------ |
| P6092 / S31 | ツォーベル （Zobel）         | リュールセン | 1961年12月12日 | 1982年9月7日   |                          |
| P6093 / S32 | ヴィーゼル （Wiesel）        | リュールセン | 1962年6月25日  | 1984年3月6日   | トルコ海軍に譲渡後、解体 |
| P6094 / S33 | ダックス （Dachs）           | リュールセン | 1962年9月25日  | 1984年12月6日  | トルコ海軍に譲渡後、解体 |
| P6096 / S34 | ネルツ （Nerz）              | リュールセン | 1963年1月11日  | 1982年7月8日   |                          |
| P6098 / S35 | ゲパルト （Gepard）          | リュールセン | 1963年4月18日  | 1982年11月9日  | トルコ海軍に譲渡後、解体 |
| P6100 / S36 | フレットヒェン （Frettchen） | リュールセン | 1963年6月26日  | 1983年8月9日   | トルコ海軍に譲渡後、解体 |
| P6101 / S37 | オツェロット （Ozelot）      | リュールセン | 1963年10月25日 | 1984年1月10日  | トルコ海軍に譲渡後、解体 |
| P6095 / S38 | ヘルメリン （Hermelin）      | クローガー   | 1962年11月28日 | 1983年1月12日  |                          |
| P6097 / S39 | プーマ （Puma）              | クローガー   | 1962年12月21日 | 1981年12月17日 |                          |
| P6099 / S40 | ヒャーネ （Hyäne）           | クローガー   | 1963年5月10日  | 1984年6月5日   | トルコ海軍に譲渡後、解体 |